# Pont Akinada
Le pont Akinada (安芸灘大橋, Akinada Ō-hashii) permet la liaison entre Honshu, l'île principale du Japon, et l'île Shimokamagari dans la préfecture de Hiroshima, ainsi que huit autres îles de la mer intérieure de Seto. Avec une portée principale de 750 m, ce pont suspendu est le neuvième du pays, et le plus grand pont du Japon enjambant une route préfectorale.